# カーチス・ライト VZ-7
VZ-7
- 用途：VTOL多用途航空機
- 製造者：カーチス・ライト
- 運用者：アメリカ空軍
- 初飛行：1958年頃
- 生産数：2機
- 退役：1960年
- 運用状況：キャンセル

カーチス・ライト VZ-7（別名：VZ-7AP、英語: Curtiss-Wright VZ-7）は、アメリカのカーチス・ライト社が設計および製造したVTOLクワッドローターヘリコプター。アメリカ陸軍向けのフライングジープである。

## 概要
1956年、アメリカ陸軍は、危険、困難な地形の上空を飛行する能力を兼ね備えた軽航空機の提案を求め、1957年初頭にプロトタイプ開発の契約がカーチス・ライト、クライスラー、パイアセッキ・エアクラフトの3社に与えられた。

## 設計と開発
カーチスライト子会社のエアロフィジックス開発会社（英語: Aerophysics Development Corporation）は、アメリカ陸軍輸送研究司令部の「フライングジープ」デザインコンペティション用の「空中プラットフォーム」を設計。エアロフィジックスの設計は、4基のダクテッドファンローターが正方形のパターンで取り付けられ、乗員をタンデム（2人乗り）に配置。機関銃または無反動砲の装着が可能であった。
1958年半ばに、設計コンセプトを証明するためにアメリカ陸軍は小型の単座実証機であるVZ-7の試作機2機を発注した。アメリカ陸軍に納入されたVZ-7の胴体中央には、操縦席、飛行制御装置、燃料タンクを備えていた。2機のプロトタイプはもともとダクテッドファンを備えていたが、最終的に両方のエンジンがシュラウドなしのプロペラで動作するように変更された。VZ-7の制御システムは非常にシンプルで、個々のプロペラの推力を変えることによって方向の動きを制御し、エンジン排気口の上に固定された可動弁によってヨーを制御する。

## 運用履歴
VZ-7は、テスト中は良好に機能したが、陸軍の基準を満たすことができなかったため、1960年にメーカーに返却された。
VZ-7は、アラバマ州フォート・ラッカーにあるアメリカ陸軍航空博物館の航空機コレクションになっているが、現在は一般公開されていない。

## 仕様

### 一般的な特徴[5]
- 乗組員:1
- 長さ:17フィート0インチ(5.18 m)
- 幅:16フィート0インチ(4.88 m)
- 高さ:9フィート4インチ(2.84 m)
- 空虚重量:1,700ポンド(771 kg)
- メインローター直径:2 × 8フィート6インチ(2.59 m)
- 総重量: 2,100ポンド(953 kg)
- パワープラント:1 × チュルボメカ アルトウステIIBターボシャフトエンジン、425 shp(317 kW)

### パフォーマンス
- 最高速度:毎時32マイル(毎時51キロ、28キロ)
- 巡航速度:毎時25マイル(毎時40キロ、22キロ)
- 実用上昇限度:61 m(200 フィート)

### 同時代同等の構成の航空機
- クライスラー・VZ-6
- パイアセッキ VZ-8 エアジープ
- VZ-9 (航空機)（英語版）